# Либерия на летних Олимпийских играх 2008
Либерия принимала участие в Летних Олимпийских играх 2008 года в Пекине (Китай) в одиннадцатый раз за свою историю, но не завоевала ни одной медали. Сборную страны представляла 1 женщина.